# 維利莫斯·萬薩克
維利莫斯·萬薩克（匈牙利語：Vilmos Vanczák；1983年6月20日—）是一位匈牙利足球運動員。在場上的位置是中後衛或後衛。他現在效力於瑞士足球超級聯賽球隊錫永足球俱樂部。他也代表匈牙利國家足球隊參賽。